# გ
Gani (asomtavruli Ⴂ, nuskuri ⴂ, mkhedruli გ, mtavruli Გ) là chữ cái thứ 3 trong bảng chữ cái Gruzia.
Trong hệ thống chữ số Gruzia, გ có giá trị là 3.
გ thường đại diện cho âm tắc vòm mềm hữu thanh Lỗi Lua trong Mô_đun:IPA tại dòng 52: invalid option '%T' to 'format'., giống như cách phát âm của ⟨g⟩ trong "gun".

## Chữ cái
| asomtavruli | nuskuri | mkhedruli |
| ----------- | ------- | --------- |
|             |         |           |

## Mã hóa máy tính
| asomtavruli | nuskuri | mkhedruli |
| ----------- | ------- | --------- |
| U+10A2      | U+2D02  | U+10D2    |

## Chữ nổi
| mkhedruli |
| --------- |
|           |